# Jan van der Wiel
Jan van der Wiel (Breda, Brabant del Nord, 31 de maig de 1892 - La Haia, 24 de novembre de 1962) va ser un tirador d'esgrima neerlandès que va competir durant la dècada de 1920.
El 1920 va prendre part en els Jocs Olímpics d'Anvers, on disputà cinc proves del programa d'esgrima. Guanyà la medalla de bronze en la competició de sabre per equips. En les altres proves disputades destaquen la cinquena posició en sabre individual i la sisena en floret per equips.
Als Jocs de París de 1924 disputà dues proves del programa d'esgrima. Repetí la medalla de bronze en la competició de sabre per equips, mentre en sabre individual quedà eliminat en sèries.
La seva darrera participació en uns Jocs fou a Amsterdam, el 1928, quan disputà dues proves del programa d'esgrima. La cinquena posició en la competició de sabre per equips fou la millor classificació.